# Machacalis
Machacalis là một đô thị thuộc bang Minas Gerais, Brasil. Đô thị này có diện tích 329,757 km², dân số năm 2007 là 6855 người, mật độ 21,1 người/km².